# 3 000 mètres steeple féminin aux championnats du monde d'athlétisme 2005
Navigation
Osaka 2007
L'épreuve du 3 000 mètres steeple féminin des championnats du monde d'athlétisme 2005 s'est déroulée les 6 et 8 août 2005 dans le Stade olympique d'Helsinki, en Finlande. Elle est remportée par l'Ougandaise Docus Inzikuru.
Le 3 000 mètres steeple féminin est disputé pour la première fois dans le cadre des championnats du monde d'athlétisme.

## Résultats

### Finale
| Rang               | Athlète             | Pays       | Temps          | Notes |
| ------------------ | ------------------- | ---------- | -------------- | ----- |
| Médaille d'or      | Docus Inzikuru      | Ouganda    | 9 min 18 s 24  | CR    |
| Médaille d'argent  | Yekaterina Volkova  | Russie     | 9 min 20 s 49  | PB    |
| Médaille de bronze | Jeruto Kiptum       | Kenya      | 9 min 26 s 95  | NR    |
| 4                  | Korene Hinds        | Jamaïque   | 9 min 33 s 30  | NR    |
| 5                  | Salome Chepchumba   | Kenya      | 9 min 37 s 39  |       |
| 6                  | Yelena Zadorozhnaya | Russie     | 9 min 37 s 91  |       |
| 7                  | Cristina Casandra   | Roumanie   | 9 min 39 s 52  |       |
| 8                  | Mardrea Hyman       | Jamaïque   | 9 min 39 s 66  |       |
| 9                  | Elizabeth Jackson   | États-Unis | 9 min 46 s 72  |       |
| 10                 | Bouchra Chaâbi      | Maroc      | 9 min 47 s 62  |       |
| 11                 | Yamina Bouchaouante | France     | 9 min 48 s 48  |       |
| 12                 | Minori Hayakari     | Japon      | 9 min 48 s 97  |       |
| 13                 | Inês Monteiro       | Portugal   | 9 min 50 s 35  |       |
| 14                 | Wioletta Janowska   | Pologne    | 10 min 00 s 03 |       |
| 15                 | Carrie Messner      | États-Unis | 10 min 11 s 20 |       |

## Légende
Records et Performances
- AR : Record continental (area record)
- CR : Record des championnats (championship record)
- MR : Record du meeting (meet record)
- NR : Record national (national record)
- OR : Record olympique (olympic record)
- PR : Record paralympique (paralympic record)
- PB : Record personnel (personal best)
- SB : Meilleure performance personnelle de la saison (season's best)
- WL : Meilleure performance mondiale de l'année (world leader)
- WJR : Record du monde junior (world junior record)
- WR : Record du monde (world record)

Circonstances et Conditions
- DNF : N'a pas terminé (did not finish)
- DNS : N'a pas pris le départ (did not start)
- DQ : Disqualification (disqualification)
- NM : Aucun essai valable enregistré (No Mark)
- Q : Qualifié « directement » au prochain tour (ou à la prochaine compétition), lors d'une compétition majeure, grâce au classement ou à la réalisation des minima (automatic qualifier)
- q : Qualifié au prochain tour (ou à la prochaine compétition), lors d'une compétition majeure, grâce au repêchage ou à la réalisation de l'une des meilleures performances parmi celles des « non qualifiés directement » (grâce au meilleur temps ou à la meilleure distance par exemple) (secondary qualifier)